# Live nach neun
Live nach neun (eigene Schreibweise: livenachneun) war ein Servicemagazin, das von 14. Mai 2018 bis zum 29. Dezember 2023 vom WDR in seinem Sendezentrum Köln produziert und werktags von 9:05 bis 9:55 Uhr live im Ersten gesendet wurde.
Die Sendung wurde im Wechsel von den Moderatoren Isabel Varell, Tim Schreder, Alina Stiegler, Marco Lombardo, Anne Willmes und Peter Großmann präsentiert. In Pressemeldungen wurde der Aspekt des Altersunterschieds zwischen den Moderatoren besonders hervorgehoben. Seit Ende November 2019 wurde die Sendung nach dem Umzug von WDR Aktuell nach Köln von dort ausgestrahlt.
Am 11. Mai 2023 kündigte die ARD die Einstellung von Live nach neun zum Jahresende an, die letzte Ausgabe wurde am 29. Dezember 2023 gesendet.

## Moderatoren

### Moderatoren zum Zeitpunkt der Einstellung
Zu Beginn der Sendung wurden feste Moderatorenteams festgelegt (Varell-Schreder, Lechtermann-Weide und Stiegler-Schafmeister). Diese wechselten wöchentlich den Moderationsbetrieb.
Ab 2019 wurden fast alle Moderatorenteams untereinander gemischt.
| Moderatoren    | Einstieg      |
| -------------- | ------------- |
| Isabel Varell  | 14. Mai 2018  |
| Tim Schreder   | 14. Mai 2018  |
| Alina Stiegler | 23. Juli 2018 |
| Marco Lombardo | 2. Jan. 2019  |
| Anne Willmes   | 14. Jan. 2019 |
| Peter Großmann | 11. März 2019 |
| Julia Schöning | 16. Mai 2022  |

Daneben präsentierten in Ausnahmefällen die Moderatoren auch alleine die Sendung.

### Ehemalige Moderatoren
- Birgit Lechtermann (2018)
- Marc Weide (2018)
- Heinrich Schafmeister (2018)

### Wettermoderatoren
| Name           | Einstieg      |
| -------------- | ------------- |
| Silke Hansen   | 14. Mai 2018  |
| Thomas Ranft   | 6. Juni 2018  |
| Laura Di Salvo | 22. Okt. 2018 |
| Tim Frühling   | 4. Nov. 2019  |
| Dieter Voss    | 20. Nov. 2019 |

## Kritiken
Im Vorfeld wurde die Sendung vom ZDF und vom SWR kritisiert, da sie gegen den geplanten Abbau von Doppelstrukturen geht. Parallel zu Live nach neun wird im ZDF die ähnlich gelagerte Sendung Volle Kanne gesendet. Der SWR befürchtete Schnittmengen mit dem ARD-Buffet, welches um 12:15 Uhr im Ersten ausgestrahlt wird.
Manuel Weis von Quotenmeter.de sah u. a. wegen der Nutzung mobiler Schulterkameras und der beweglichen Bildsprache Parallelen zum Sat.1-Frühstücksfernsehen.
Mehrere Autoren der Medienkorrespondenz kritisierten 2018 die Sendung. Die Journalistin Senta Krasser meinte, dass darin „viel zu oft ohne Sinn und Verstand einfach drauflos gequatscht“ werde. Dieter Anschlag beurteilte die Reihe als „die derzeit wohl schlechteste Sendung des deutschen öffentlich-rechtlichen Fernsehens“.